# Таймлесс 3: Смарагдова книга
«Таймлесс 3: Смарагдова книга» — заключна частина німецького фантастичного фільму з елементами міського фентезі, мелодрами і хронофантастики, знята за сюжетом трилогії Керстін Гір. Є продовженням «Таймлесс. Рубінова книга» і «Таймлесс 2. Сапфірова книга»

## Сюжет
Серце Гвендолін розбите: визнання Гідеона в любові — фарс, розіграний на потіху графу Сен-Жермену. Здається, що у пари мандрівників у часі немає ніякого майбутнього. Але тут трапляється щось незбагненне, і світ Гвендолін знову перевертається з ніг на голову. Молоді люди пускаються у відчайдушну подорож у минуле. Бали, переслідування — ось що чекає на героїню. Але важливіше всього залишається питання, чи можна вилікувати її розбите серце?

## Прем'єра
Вперше фільм був показаний 24 червня 2016 року на міжнародному кінофестивалі в Мюнхені. 7 липня відбулася прем'єра фільму по всій Німеччині. Так само протягом липня проходив кінотур, в якому взяли участь багато акторів з фільму, включаючи Марію Еріх, Яніса Нівенера і Лауру Берлін.

## Зйомки
З 14 квітня по 14 червня 2015 року, у Північному Рейні-Вестфалії, Тюрингії, Баварії і в Шотландії, проходили зйомки заключній частині трилогії. Бюджет фільму склав 750 000 євро. 
В інтернеті була інформація про те, що заключна частина може бути розбита на два епізоди. Це стало вже звичною практикою для подібних проєктів, і те ж саме можна побачити в «Голодних іграх», «Сутінках» і інших картинах. Але пізніше творці фільму спростували цю інформацію, сказавши, що фільм на дві частини розбивати не будуть.

## У ролях
| Роль              | Актор(акторка)     |
| ----------------- | ------------------ |
| Гвендолін Шеферд  | Марія Еріх         |
| Гідеон де Віллер  | Яніс Нівенер       |
| Граф Сен-Жермен   | Петер Симонишек    |
| Шарлотта Монтроуз | Лаура Берлін       |
| Люсі Монтроуз     | Йозефіна Пройсс    |
| Пол де Віллер     | Флоріан Бартоломей |
| Фальк де Віллер   | Уве Кокіш          |
| Леді Ариста       | Герлінде Локкер    |
| Бабуся Медді      | Катаріна Тальбах   |
| Грейс Шеферд      | Вероніка Феррес    |
| Рафаель Бертелин  | Ліон Вазчик        |
| Леслі Хейл        | Дженніфер Лотсі    |
| Мадам Россіні     | Юстина дель Корті  |
| Привид Джеймс     | Костя Ульманн      |
| Леді Амелія       | Емілія Шюле        |
| Леопольд Марлею   | Фредерік Волтер    |

## Саундтрек
1. Брітні Спірс - I Love Rock 'n' Roll
2. Celtic Woman - Amazing Grace
3. Miss Amani - Turn Up the Party
4. Sofi de la Torre[de] - Recognize me
5. Cut One (Epic Metal) - Shoulda Known
6. Philipp Fabian Kölmel[de]:

- Back to Square One
- 81 Bourdon Place
- Trip Down Memory Lane
- Metamorphosis
- United
- Practice Makes Perfect
- Ride for a Fall
- Quantum Leap
- Deception
- Enigma
- Protective Shield
- Krav Maga
- Guy Fawkes Night
- Cycle of Blood
- The Show Is Over
- Light Matter Girl